# Visseländer
Visseländer (Dendrocygninae) kategoriseras av många taxonomer som en underfamilj inom familjen änder Anatidae. Inom andra taxonomiska förhållningsätt kategoriseras den som en egen familj Dendrocygnidae (Sibley & Ahlquist, 1990), eller som en släktgrupp Dendrocygnini inom gässens underfamilj Anserinae (Terres & NAS, 1991).
Gruppen omfattar bara ett släkte, Dendrocygna, som i sin tur innehåller åtta idag förekommande arter och en hittills obeskriven subfossil från Aitutaki, Cooköarna (Steadman, 2006). De återfinns över hela världen i tropiska och subtropiska områden och har som namnet antyder ett distinkt visslande läte.
De har långa ben och halsar och lever i stora flockar som flyger till och från sitt nattkvarter. Alla arter har svarta vingundersidor och könen är lika.

## Arter
Släktet omfattar åtta nu levande arter:
- Fläckig visseland (Dendrocygna guttata)
- Plymvisseland (Dendrocygna eytoni)
- Vithuvad visseland (Dendrocygna viduata)
- Svartbukig visseland (Dendrocygna autumnalis)
- Karibvisseland (Dendrocygna arborea)
- Brun visseland (Dendrocygna bicolor)
- Vandringsvisseland (Dendrocygna arcuata)
- Orientvisseland (Dendrocygna javanica)

Ytterligare två arter finns beskrivna från fossil:
- †D. eversa Wetmore 1924 – sen pliocen i Arizona, USA
- †D. soporata (Kuročkin 1976) Mlíkovský & Švec 1986 [Anas soporata Kuročkin 1976] – mellersta miocen i Mongoliet

Arten †D. validipinnis har visat sig vara synonym med bisamanden (Biziura lobata).